# Nuno Rau

Capa do livro Mecânica Aplicada

Nuno Rau (Rio de Janeiro, 1963) é um poeta, letrista e arquiteto brasileiro. Seu livro Mecânica Aplicada foi indicado ao Prêmio Jabuti, o mais importante prêmio da literatura no Brasil.

## Biografia
Carioca, nascido em Botafogo, estudou Arquitetura e Urbanismo na FAU – UFRJ e é Mestre em História da Arquitetura pelo Programa de Pós-Graduação (PROARQ) da FAU – UFRJ. Publicou poemas em revistas impressas e digitais, fanzines e jornais, entre eles a revista Fórum de Literatura Brasileira Contemporânea (PPGLEV/UFRJ), Revista Brasileira (ABL), Revista Opiniães (Programa de Pós-Graduação em Literatura Brasileira da USP), Germina, Zunái, Diversos e Afins, Acrobata, Ruído Manifesto, Caliban, RelevO, Oficina Irritada, Gueto e InComunidade.
Participou das antologias “Desvio para o vermelho (13 poetas brasileiros contemporâneos)”, pelo  Centro Cultural São Paulo (2012), “29 de Abril: o verso da violência” (Patuá, 2015), “Ruínas” (Patuá, 2020) e "Jumento com Faixa: deboches e antiodes ao fascismo" – org. Rafael Maieiro e Zeh Gustavo (Viés, 2021).
Em 2012 fez parte do grupo que fundou a revista eletrônica Mallarmargens, da qual integra o corpo editorial junto com Alexandre Guarnieri, Amanda Vital e Mar Becker. Em 2017, figurou entre os 500 poetas brasileiros em destaque na Exposição Poesia Agora;, no Centro Cultural da Caixa Econômica Federal e foi autor-convidado na XII Bienal Internacional do Livro do Ceará, em Fortaleza, o que se repetiu em 2019, onde lançou seu livro de estreia, “Mecânica Aplicada” (Patuá, 2017), pelo qual foi finalista do 60º Prêmio Jabuti, na categoria Poesia. 
Segundo o poeta e crítico Antônio Carlos Secchin, atravessada pelos signos da ultramodernidade, a poesia de Nuno Rau é ao mesmo tempo crítica e críptica, no desenho disfórico de um mundo inóspito, cujo sentido, a haver algum, é inacessível, por mais que as luzes de néon do nada simulem iluminá-lo. Notáveis, também, os dois entreatos e a seção final desta Mecânica Aplicada, em que o domínio na elaboração dos sonetos demonstra que a poesia de alta qualidade, como a de Nuno Rau, revitaliza as formas fixas com a mesma criatividade e vigor estampados na fragmentação discursiva das partes iniciais.
Segundo o poeta e professor da Faculdade de Letras da UFRRJ Roberto Bozzetti, sobre o livro de estreia de Nuno Rau, ‘Mecânica Aplicada’, há nos rastros visíveis deixados por esta poesia, rica e inquieta, algo que reitera inconformismo, que transcende tanto a tradição enquanto tradicionalismo, quanto a vanguarda enquanto tradição.
Em 2020, foi curador, em conjunto com Luís Serguilha e Marcelo Ariel, do evento “Raias Poéticas: Afluentes Ibero-Afro-Americanos de Arte e Pensamento (9ª edição)”, promovido pela Câmara Municipal de Vila Nova de Famalicão, Portugal, e do “Templo D’Escritas: Festa Literária Internacional da Língua Portuguesa (1ª edição)”, em conjunto com Abreu Paxe (Angola) Amanda Vital (Portugal), Amosse Mucavele (Moçambique) e, evento que congregou os países da CPLP - Comunidade de Países de Língua portuguesa.
A partir de janeiro de 2020 assumiu as oficinas de poesia avançada do Instituto Estação das Letras – IEL, no Rio de Janeiro, o Laboratório Experimental de Poesia, e a coordenação dos Concertos de Poesia, também no IEL, com edições mensais trazendo poetas representativos da cena contemporânea.

## Obras

### Livros de poesia:
- 2017: Mecânica Aplicada, São Paulo: Editora Patuá.
- 2021: Notas Marginais, São Paulo: Patuá

### Organização de livros:
- 2016: Escriptonita: pop/poesia, mitologia-remix & super-heróis de gibi (Org. Alberto Bresciani, Alexandre Guarnieri, Jorge Elias Neto e Nuno Rau), São Paulo: Patuá.[25]
- 2016: Afuá: fragmentos de paisagens e cotidianos (org. Nuno Rau e Rubens de Andrade), Rio de Janeiro: Paisagens Híbridas (UFRJ).
- 2021: Portraits: antologia das águas (org. Nuno Rau e Rubens de Andrade), Rio de Janeiro: Paisagens Híbridas (UFRJ).

### Participação em antologias e obras de referência:
- 2013: “Desvio para o vermelho (13 poetas brasileiros contemporâneos)”, pelo CCSP | Centro Cultural São Paulo (2012), “Ruínas” (Patuá, 2020) e Jumento com Faixa: deboches e antiodes ao fascismo – org. Rafael Maieiro e Zeh Gustavo (Viés, 2021).
- 2015: “29 de Abril: o verso da violência” (Org. Domenico A. Coiro, Mar Becker, Priscila Merizzio, Silvana Guimarães) São Paulo: Patuá, 2015.
- 2019: e-plaquete “Carnavalhame”, 2a. edição (Org. Ithalo Furtado).
- 2020: “Ruínas” (Patuá, 2020).
- 2020: e-plaquete “60 anos de Quarto de Despejo, de Carolina Maria de Jesus” (Org. Marcelo Ariel), Rio de Janeiro: Mallarmargens.[26]
- 2021: e-plaquete “2022, poesia e mais” (Org. Carlos Barroso e Jairo Fará), Belo Horizonte: Cem Flores.
- 2021: Jumento com Faixa: deboches e antiodes ao fascismo (Org. Rafael Maieiro e Zeh Gustavo), Rio de Janeiro: Viés.

## Premiações
- Finalista do 3º Prêmio Rio de Literatura (Fundação Cesgranrio – Governo do Estado do Rio de Janeiro), categoria Poesia, com o livro "Mecânica Aplicada" (2017).[27]
- Finalista do 60º Prêmio Jabuti, categoria Poesia, com o livro "Mecânica Aplicada" (2017).[28]